# 1964年のル・マン24時間レース

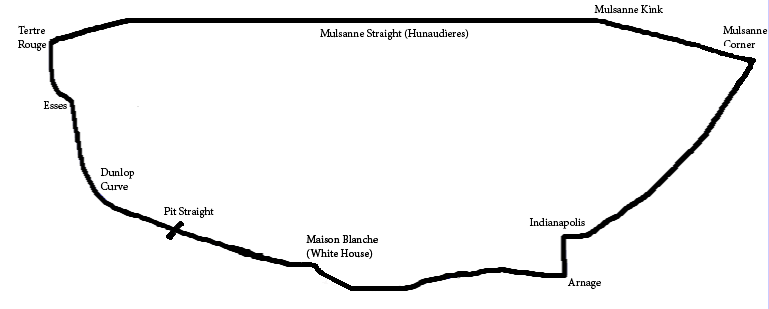
1964年のコース

1964年のル・マン24時間レース（24 Heures du Mans 1964 ）は、32回目のル・マン24時間レースであり、1964年6月20日から6月21日にかけてフランスのサルト・サーキットで行われた。

## 概要
フェラーリ買収を目論んで失敗していたフォードはフェラーリをル・マンで打ち負かそうと、ヨーロッパのレースを戦う基地をイギリスに作り、ジョン・ワイヤーを監督に招き、1963年のル・マン24時間レースに参戦していたローラ・カーズの車両を買い取って自社製V型8気筒エンジンを載せてフォード・GT40を製作し、3台を持ち込んだ。ドライバーもフィル・ヒル/ブルース・マクラーレン組、リッチー・ギンサー/マステン・グレゴリー（Masten Gregory ）組、リチャード・アトウッド/ジョー・シュレッサー組と一流を揃えた。
出走は55台。
フォード・GT40Mk.1は快速だったがエンジンやトランスミッションにトラブルを起こして全車リタイヤした。
完走は24台。
ジャン・ギシェ（Jean Guichet ）/ニーノ・ヴァッカレラ（Nino Vaccarella ）組のフェラーリ・275Pの20号車が24時間で4695.310kmを平均速度195.638km/hで走って優勝した。フェラーリは表彰台独占。5連勝、8勝目。
イギリスのシェルビー・アメリカンからフォードエンジンを搭載したシェルビーコブラデイトナが4位に入った。